# Pedro Luis Bartilotti Perea
Pedro Luis Bartilotti Perea (Villahermosa, Tabasco, 4 de mayo de 1936) es un médico y político mexicano, miembro del Partido Revolucionario Institucional (PRI). Entre numerosos cargos políticos, fue en dos ocasiones diputado federal.

## Biografía
Realizó sus estudios básicos en la Ciudad de México. Es médico egresado de la entonces Escuela Nacional de Medicina de la Universidad Nacional Autónoma de México (UNAM) donde estudió entre 1954 y 1957; posteriormente estudió Economía en la Escuela Nacional de Economía de la misma UNAM entre 1958 y 1962, pero no concluyó dichos estudios. Fue profesor de Diseño Industrial en la Universidad Iberoamericana de 1970 a 1980.
Miembro del PRI desde 1952. En 1954 fue secretario general de la Federación Universitaria de Estudiantes de Medicina, de 1959 a 1960 fue subdirector de la Organización Nacional Juvenil del PRI que dirigía Miguel Osorio Marián, de 1960 a 1961 fue director de la Organización Juvenil en el Distrito Federal y de 1961 a 1964 dirigió la organización juvenil de la Confederación Nacional de Organizaciones Populares (CNOP). El mismo 1964 fue director de Publicidad en la CNOP de la campaña presidencial de Gustavo Díaz Ordaz.
En 1964 es elegido diputado federal suplente por el Distrito 15 del Distrito Federal, siendo diputado propietario Rodolfo Rivera Rueda, para la XLVI Legislatura que culminó en 1967 pero nunca fue llamado a ejercer el cargo. En cambio, durante la misma legislatura ocupó el cargo de oficial mayor de la Cámara de Diputados. En 1967 fue postulado candidato del PRI y del Partido Auténtico de la Revolución Mexicana (PARM) a diputado federal por el Distrito 1 del Distrito Federal, siendo elegido para la XLVII Legislatura de dicho año al de 1970.
Simultáneamente a su diputación, de 1967 a 1970 fue delegado del PRI en 16 estados y de 1968 a 1970 fue secretario de Finanzas del comité nacional del PRI que preside Alfonso Martínez Domínguez. De 1970 a 1976 el presidente Luis Echeverría Álvarez lo nombró director general del Banco Nacional del Pequeño Comercio (BANPECO); en 1976 fue coordinador de la campaña presidencial de José López Portillo en Tabasco, de 1977 a 1980 fue director el Sistema DIF y del Fondo Nacional de Actividades Sociales en Tabasco, y de 1980 a 1981 director de Relaciones Públicas del gobierno de Tabasco, ambos en el gobierno de Leandro Rovirosa Wade. De 1981 a 1982 fue secretario de Publicidad del PRI del Distrito Federal.
En 1982 fue por segunda vez postulado candidato del PRI a diputado federal por el Distrito 1 del Distrito Federal, siendo elegido para la LII Legislatura que terminó en 1985. En 1983 fue delegado general del PRI en Sonora, y en 1985 en Chihuahua; en 1988 fue titular de la entonces Delegación Gustavo A. Madero en el Distrito Federal. De 1988 a 1992 fue coordinador de asesores y luego subsecretario de Operación Turística de la Secretaría de Turismo cuando fue su titular Carlos Hank González en el gobierno de Carlos Salinas de Gortari. En 1992 el gobernador de Tabasco Manuel Gurría Ordóñez lo nombra secretario de Fomento Industrial, Comercio y Turismo de su gobierno, y su sucesor Roberto Madrazo Pintado, director del Instituto de Cultura de Tabasco de 1995 a 1997.